# Małgorzata Kozera-Gliszczyńska
Małgorzata Kozera-Gliszczyńska (ur. 20 czerwca 1961, zm. 10 lipca 1992) – polska koszykarka, jedna z czołowych zawodniczek reprezentacji Polski.
Karierę klubową spędziła w drużynie Włókniarza Pabianice, w barwach którego w wieku 16 lat zadebiutowała w drużynie seniorskiej i awansowała do I ligi. Grała w reprezentacji Polski juniorek i seniorek. Łącznie Małgorzata Kozera-Gliszczyńska rozegrała 341 spotkań w I lidze polskiej i 227 razy reprezentowała drużynę narodową, której była kapitanem. Od 1990 grała we Francji w I-ligowym klubie z Istres niedaleko Marsylii.
10 lipca 1992, wracając do Francji, zginęła w wypadku samochodowym koło Złotoryi. Od 1992 w Pabianicach corocznie rozgrywany jest, z inicjatywy trenera koszykarskiego Henryka Langierowicza, Memoriał Małgorzaty Kozery-Gliszczyńskiej.

## Sukcesy z reprezentacją
- wicemistrzyni Europy juniorek (1977)
- wicemistrzyni Europy seniorek (1980 i 1981)

## Sukcesy klubowe
- Mistrzostwo Polski seniorek (1989, 1990)
- Mistrzostwo Polski juniorek (1976, 1977)